# Casas de Lázaro
Casas de Lázaro è un comune spagnolo situato nella comunità autonoma di Castiglia-La Mancia.
Il comune comprende, oltre al capoluogo omonimo, le località di El Batán, El Batán de los Mazos (o Batán de arriba), El Cucharal, La Rinconada, Montemayor, Berro e
Navalengua.